# Горбачова Раїса Максимівна
Горбачова Раїса Максимівна (дівоче прізвище — Титаренко; 5 січня 1932, Рубцовськ, Західно-Сибірський край, СРСР, нині Алтайський край, Росія — 20 вересня 1999, Мюнстер, Північний Рейн-Вестфалія, Німеччина) — громадська діячка, член радянського Фонду культури, дружина Президента СРСР Горбачова Михайла Сергійовича (1990—1991).

## Біографія

### Дитинство та юність
Народилася 5 січня 1932 року в м. Рубцовськ, нині Алтайський край, Росія (тоді Західно-Сибірський край, СРСР) в родині залізничного інженера Максима Андрійовича Титаренка (1907—1986) та Олександри Петрівни Поради. Раїса була старшою з трьох дітей у родині. Батько — уродженець Чернігівщини — приїхав в Алтайський край в 1929 р. на будівництво залізниці, де і познайомився зі своєю майбутньою дружиною. Батьки Олександри Петрівни Паради (1913—1991) — Петро Степанович і Анастасія Василівна були родовими селянами з Полтавської губернії. На початку 1930-х років родина Петра Степановича була розкуркулена, а він сам був звинувачений у троцькізмі і розстріляний.
Максим Титаренко працював на залізниці, сім'я часто змінювала місце проживання.
Раїсі довелося змінити багато шкіл, але вона прекрасно вчилася, і в 1949 р. закінчила школу в місті Стерлітамак із золотою медаллю. Це давало право вступу без вступних іспитів у будь-який вищий навчальний заклад СРСР. Раїса Титаренко вибрала філософський факультет Московського державного університету ім. М. В. Ломоносова (МДУ). З майбутнім чоловіком познайомилася на студентській вечірці, а одружилися вони 25 вересня 1953.

### Життя та діяльність вСтавропольському краї
Після закінчення Московського університету в 1955 р. Михайло Сергійович був направлений на роботу до Ставрополя.
В січні 1957 р. в Раїси та Михайла народилася дочка Ірина.
В Ставрополі Р. М. Горбачова працювала лектором у Ставропольському відділенні Всеросійського товариства «Знання», викладала на кафедрі філософії Ставропольського медичного інституту, Ставропольського сільськогосподарського інституту, одночасно займаючись соціологією, що відіграла, згідно з її словами, найважливішу роль в її професійній кар'єрі. Матеріали соціологічних досліджень, проведених Раїсою Максимівною, лягли в основу її дисертації «Формування нових рис побуту колгоспного селянства (за матеріалами соціологічних досліджень у Ставропольському краї)». Захист відбувся в 1967 р. в Московському державному педагогічному інституті ім. В. І. Леніна.

### Дружина першої особи

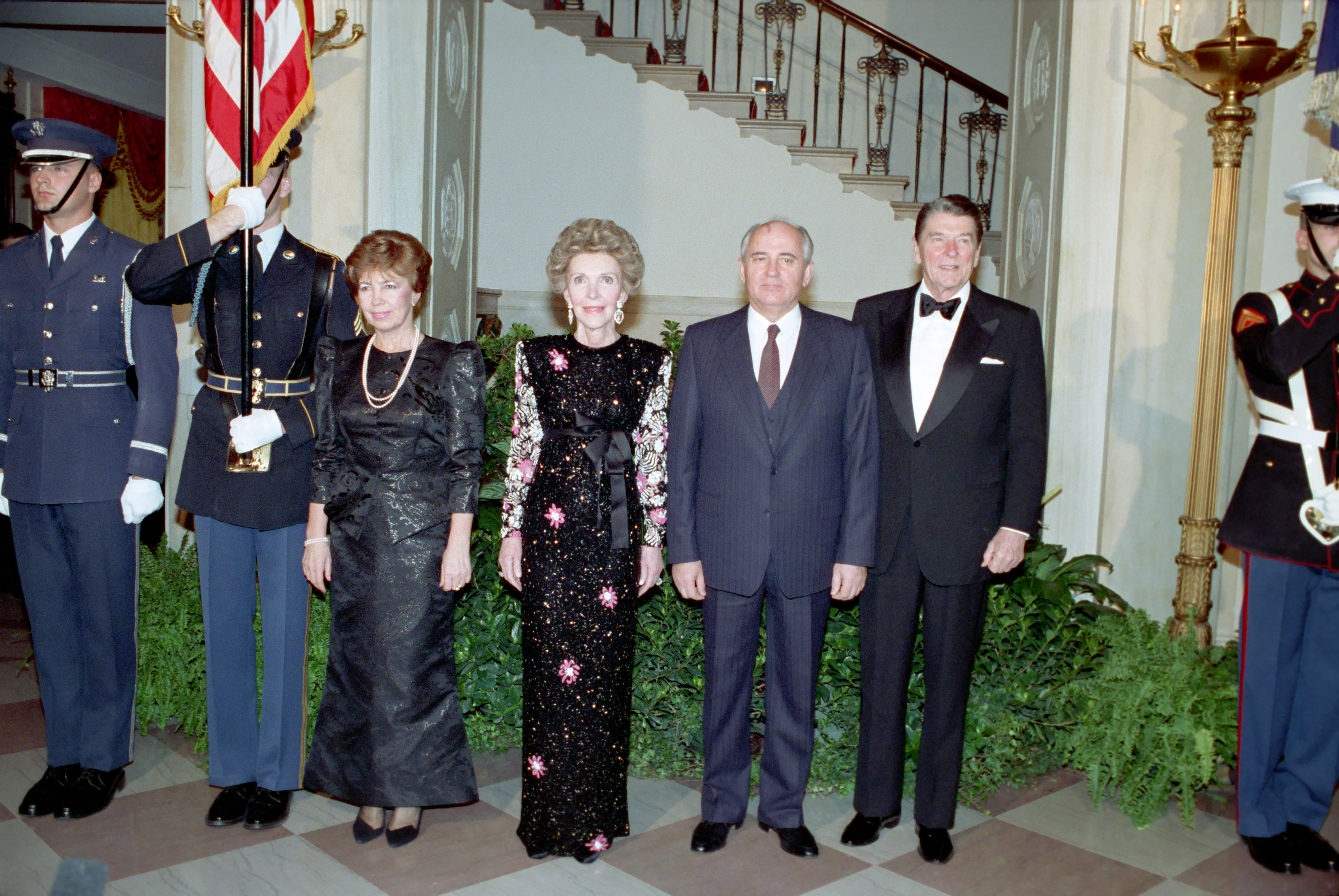
Раїса Горбачова, Ненсі Рейган, Михайло Горбачов, Рональд Рейган Великий зал, перед офіційною вечерею, Вашингтонський саміт 8 грудня 1987 р.

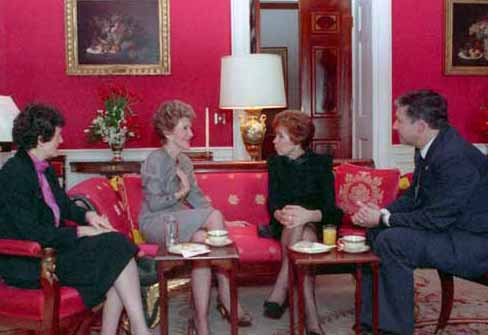
Ненсі Рейган та Раїса Горбачова в Білому Домі 1987 р.

Сім'я Горбачових повернулася до Москви в 1978 р., коли Михайло Горбачов після успішної роботи першим секретарем Ставропольського крайкому КПРС висувався в лави радянської партійної еліти. Він став секретарем ЦК КПРС з аграрного сектору економіки. З жовтня 1980 р. Михайло Сергійович — член Політбюро ЦК КПРС. Після смерті Костянтина Черненка в 1985 р., Михайло Горбачов обійняв посаду Генерального секретаря ЦК КПРС. Дружина підтримувала його в усіх починаннях. Раїса Горбачова супроводжувала чоловіка на всіх історичних зустрічах у верхівці влади: у Женеві, на Мальті, у Вашингтоні; разом з ним вона відвідала Німеччину, Велику Британію, Ватикан. Усі провідні газети світу висвітлювали її розмови з Ненсі Рейган і Барбарою Буш

### Благодійна та суспільна діяльність
Після 1985 року Раїса Максимівна займалася громадською і благодійною діяльністю. Разом з академіком Д. С. Лихачовим, Г. В. Мясникових та іншими діячами вітчизняної культури вона створила Радянський (пізніше Російський) Фонд Культури стала членом президії Фонду. Місію Фонду Раїса Максимівна бачила в гуманізації відносин між людьми, розвитку культурного діалогу між народами Радянського Союзу та інших країн, збереженні культурного шару цивілізації. За роки роботи Раїси Максимівни у Фонді Культури Росія отримала з-за кордону понад 50 тисяч одиниць зберігання архівів та періодики російського зарубіжжя, безцінні твори вітчизняного мистецтва, які опинилися після революції за кордоном. У період з 1986 по 1991 рік Фондом були залучені і спрямовані на діяльність в галузі культури кошти, еквівалентні ста мільйонам доларів США. Завдяки Раїсі Горбачовій, підтримку Фонду отримали Центральний музей давньоруської культури і мистецтва імені Андрія Рубльова, Музей Марини Цвєтаєвої, Музей приватних колекцій ДМОМ імені О. С. Пушкіна, Музей сім'ї Бенуа в Петергофі, Музей Реріхів, а також багато провінційних музеїв та бібліотек.
Найважчі моменти свого життя подружжю Горбачових довелося пережити ув'язненими на дачі у Форосі. В 1991 р. була опублікована книга спогадів Горбачової «Я сподіваюся», яку багато хто визнав не позбавленою певної суб'єктивності, але цікавою для розуміння еволюції радянської системи.
Після відходу М. С. Горбачова з посади Президента СРСР у грудні 1991 р., Раїса Максимівна допомагала чоловікові в створенні і роботі Міжнародного Фонду соціально-економічних і політологічних досліджень («Горбачов-Фонд»). Вона також виконала величезну роботу з перевірки фактів і цифр книг, які були написані М. С. Горбачовим після відставки.
У 1996 р. Горбачов зазнав катастрофічної поразки в першому турі президентських виборів, отримавши менше ніж 1 % голосів. Після цього він виїхав за кордон, де читав лекції, які були дуже популярними. В цих поїздках супроводжувала його постійно Раїса Горбачова.
У березні 1997 року Р. М. Горбачова створила і очолила «Клуб Раїси Максимівни». Місія Клубу, до складу якого увійшли відомі діячі культури і науки, громадські діячі та журналісти, була заявлена як підвищення ролі жінок у суспільному житті країни, обговорення і вироблення пропозицій з боротьби з дитячою безпритульністю, зростанням насильства в суспільстві та сім'ї, гендерною нерівністю та іншими гострими соціальними хворобами. «Клуб Раїси Максимівни», що продовжує свою діяльність і сьогодні, проводить науково-практичні конференції, здійснює благодійні акції, надає підтримку практичним громадським проектам. В наш час[коли?] президентом Клубу є дочка Раїси Максимівни та Михайла Сергійовича І. М. Вірганська.

### Хвороба
22 липня 1999 лікарі Інституту гематології РАМН виявили у Раїси Горбачової важке захворювання крові — лейкоз. Раїса Максимівна проходила лікування в медичній клініці Вестфальського університету в Мюнстері (ФРН). Для лікування Раїси Максимівни були залучені провідні гематологи і онкологи Європи. Однак, незважаючи на зусилля лікарів, 20 вересня 1999 Р. М. Горбачова померла. Похована на Новодівочому цвинтарі в Москві.
3 вересня 2022 року поруч із нею був похований її чоловік.
Озираючись на пройдений разом з чоловіком Михайлом Сергійовичем Горбачовим, життєвий шлях, Раїса Максимівна написала у автобіографічній книзі «Я сподіваюся»: «У нашому житті було все — радощі й прикрощі, величезна праця і колосальна нервова напруга, успіхи і поразки, скрута, голод і матеріальне благополуччя. Ми пройшли з ним через усе це, зберігши первісну основу наших відносин і відданість нашим уявленням та ідеалам. Я вірю: міцність духу, мужність, твердість допоможуть чоловікові витримати сьогодні небувалі випробування найтяжчого етапу нашого життя. Я сподіваюся».

## Пам'ять
У 2006 р. за підтримки Горбачов-Фонду, сім'ї Горбачових і депутата Державної Думи РФ, Голови Ради директорів Національної резервної корпорації А. Є. Лебедєва в Лондоні створений Міжнародний Фонд імені Раїси Горбачової, покликаний фінансувати проекти, спрямовані на боротьбу з дитячою лейкемією і раком. У 2006 році А. Е. Лебедєв передав Фонду імені Раїси Горбачової свою частку акцій у російській компанії з оренди повітряних суден вартістю близько ста мільйонів фунтів стерлінгів (приблизно 190 млн. доларів США).
Іменем Р. М. Горбачової названо Інститут дитячої гематології та трансплантології в Санкт-Петербурзі, створення якого в 2007 р. стало можливим завдяки діяльності Горбачов-Фонду. На відкритті інституту головний гематолог Російської Федерації Олександр Румянцев підкреслив, що «зусиллями Горбачової у 1994 році було відкрито перше відділення дитячої гематології та трансплантології в Росії, а сьогодні таких відділень вже 84».
16 червня 2009 Михайло Горбачов випустив диск «Пісні для Раїси», присвячений 10-річчю з дня смерті Раїси Горбачової. «На диску записано сім улюблених романсів Раїси Максимівни. Я їх виконав сам у супроводі Андрія Макаревича. Ми його виставили на наш благодійний аукціон у Лондоні, а масово він поширюватися не буде», — розповідає Горбачов.

### Відео
- Раїсі Горбачовій присвячується… / на сторінці Горбачов-фонд [Архівовано 12 жовтня 2016 у Wayback Machine.]